# Ait Faska
Ait Faska  (in arabo أيت فاسكا‎?) è un centro abitato e comune rurale del Marocco situato nella provincia di Al Haouz, regione di Marrakech-Safi. Conta una popolazione di 26 210 abitanti (censimento 2014).